# Filmatelier Göttingen
 (janvier 2024).

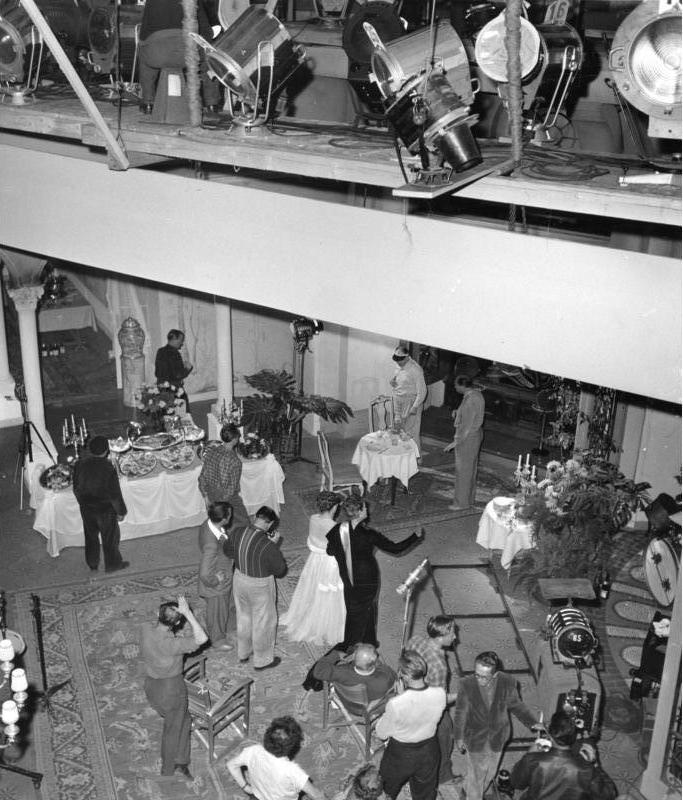
Un tournage dans le Filmatelier Göttingen en 1953.

Le Filmatelier Göttingen est un studio de cinéma situé dans la ville allemande de Göttingen en Basse-Saxe. Les studios ont été créés en 1948 sur un site qui avait été utilisé auparavant comme hangar à avions dans la banlieue de Göttingen. Les studios ont été fondés par les producteurs indépendants Hans Abich (de) et Rolf Thiele. Le contrôle des studios s'est rapidement étendu et la plupart des films produits ont été distribués par Deutsch Film Hansa. La ville a bénéficié du fait qu'elle a été relativement peu touchée par les bombardements alliés pendant la Seconde Guerre mondiale. Après la guerre et la partition de l'Allemagne consécutive à la guerre froide, la production cinématographique a quitté Berlin, qui était auparavant le centre dominant de la production allemande. C'était le quatrième plus grand centre de production en Allemagne de l'Ouest, derrière Munich, Hambourg et Berlin-Ouest, avec près d'une centaine de longs métrages produits en une décennie.
En 1961, lorsque la production cinématographique a cessé sur le site, celui-ci a été transféré au service postal Deutsche Bundespost. Plus tard, le contrôle a été transféré à l'entreprise pharmaceutique Sartorius AG.